# Shakeeb Hamdard
Shakeeb Hamdard (persisch شكیب همدرد), geboren als Ahmad Shakeeb, ist ein afghanischer Sänger aus dem Volk der Hazara.
Zurzeit lebt Shakeeb Hamdard in Deutschland. Berühmtheit erlangte er in Afghanistan mit dem Song Gul Dana Dana, den ihm der Komponist und Sänger Amirjan  Sabori komponierte. Shakeeb Hamdard war außerdem der erste Gewinner des Afghan-Idol Wettbewerbs.